# Gongylidiellum
Gongylidiellum Simon, 1884 è un genere di ragni appartenente alla famiglia Linyphiidae.

## Distribuzione
Delle 17 specie oggi attribuite a questo genere, ben 16 sono state reperite nella regione olartica: le specie dall'areale più vasto sono la G. latebricola, la G. murcidum, e la G. vivum, tutte rinvenute in varie località della regione paleartica. Unica eccezione è la G. blandum, i cui esemplari sono endemici dell'Angola.
In Italia sono stati reperiti esemplari di quattro specie: la G. edentatum, la G. latebricola, la G. murcidum in località dell'Italia settentrionale e la G. vivum nell'Italia peninsulare e in Sicilia.

## Tassonomia
Questo genere non è sinonimo anteriore di Wiehlea Braun, 1959, a seguito di uno studio di Millidge del 1984.
A dicembre 2011, si compone di 17 specie:
- Gongylidiellum blandum Miller, 1970 — Angola
- Gongylidiellum chiardolae Caporiacco, 1935 — Karakorum
- Gongylidiellum compar (Westring, 1861) — Europa
- Gongylidiellum confusum Thaler, 1987 — Kashmir
- Gongylidiellum crassipes Denis, 1952 — Romania
- Gongylidiellum edentatum Miller, 1951 — Europa centrale e meridionale
- Gongylidiellum hipponense (Simon, 1926) — Algeria
- Gongylidiellum kathmanduense Wunderlich, 1983 — Nepal
- Gongylidiellum latebricola (O. P.-Cambridge, 1871)[4] — Regione paleartica
- Gongylidiellum linguiformis Tu & Li, 2004 — Vietnam
- Gongylidiellum minutum (Banks, 1892) — USA
- Gongylidiellum murcidum Simon, 1884 — Regione paleartica
- Gongylidiellum nepalense Wunderlich, 1983 — Nepal
- Gongylidiellum nigrolimbatum Caporiacco, 1935 — Karakorum
- Gongylidiellum orduense Wunderlich, 1995 — Turchia
- Gongylidiellum tennesseense Petrunkevitch, 1925 — USA
- Gongylidiellum vivum (O. P.-Cambridge, 1875) — Regione paleartica

### Specie trasferite
La variabilità dei caratteri peculiari ascritti a questo genere si nota dall'elevato numero di specie trasferite altrove, in proporzione, e dal fatto che le tredici specie sono state trasferite in dodici generi diversi:
- Gongylidiellum aurantiacum Simon, 1905; trasferita all'ex-genere Notiothauma Millidge, 1991 che, a seguito di uno studio dell'aracnologo Miller del 2007 è riconosciuto quale sinonimo di Lygarina Simon, 1894.
- Gongylidiellum calcariferum Simon, 1884; trasferita al genere Wiehlea Braun, 1959.
- Gongylidiellum flavum Holm, 1939; trasferita al genere Islandiana Braendegaard, 1932.
- Gongylidiellum huetheri (Braun, 1959); trasferita al genere Wiehlea Braun, 1959.
- Gongylidiellum kulczynskii (Lessert, 1909); trasferita al genere Lessertinella Denis, 1947.
- Gongylidiellum luteolum Loksa, 1965; trasferita al genere Nenilinium Eskov, 1988.
- Gongylidiellum maderianum Schenkel, 1938; trasferita al genere Microctenonyx Dahl, 1886.
- Gongylidiellum malickyi Wunderlich, 1969; trasferita al genere Asthenargus Simon & Fage, 1922.
- Gongylidiellum mediocre Simon, 1884; trasferita al genere Diplocentria Hull, 1911.
- Gongylidiellum minutissimum Schenkel, 1929; trasferita al genere Maro O. P.-Cambridge, 1906.
- Gongylidiellum rostratulum (Keyserling, 1886); trasferita al genere Scylaceus Bishop & Crosby, 1938.
- Gongylidiellum tenerum Schenkel, 1927; trasferita al genere Mecynargus Kulczyński, 1894.
- Gongylidiellum uschuaiense Simon, 1902; trasferita al genere Neomaso Forster, 1970.

### Nomina dubia
- Gongylidiellum incertum O. P.-Cambridge, 1913; esemplare reperito in Scozia che a seguito di un lavoro dell'aracnologo Bristowe del 1941, è da considerarsi nomen dubium[1].
- Gongylidiellum panamanum Petrunkevitch, 1925; esemplare femminile, rinvenuto a Panama, a seguito di uno studio dell'aracnologo Miller del 2007, è da ritenersi nomen dubium.
- Gongylidiellum parvum (Blackwall, 1841); esemplari femminili e maschili, reperiti in Gran Bretagna e originariamente descritti nel genere Neriene Blackwall, 1833, trasferiti qui dall'aracnologo Hull nel 1932. A seguito di un lavoro di Bristowe del 1941 sono da ritenersi nomina dubia.